# Cyligramma fluctuosa
Espèce
Synonymes
- Phalaena fluctuosa Drury, 1773
- Cyligramma rudilinea Walker, 1858

Cyligramma fluctuosa est une espèce de lépidoptères (papillons) de la famille des Erebidae.
On la trouve dans presque toute l'Afrique, de l'Égypte et du Sénégal à l'Afrique du Sud, y compris les îles de l'Océan Indien.
L'imago a une envergure d'environ 8 à 9 cm.